# Ann Sophie

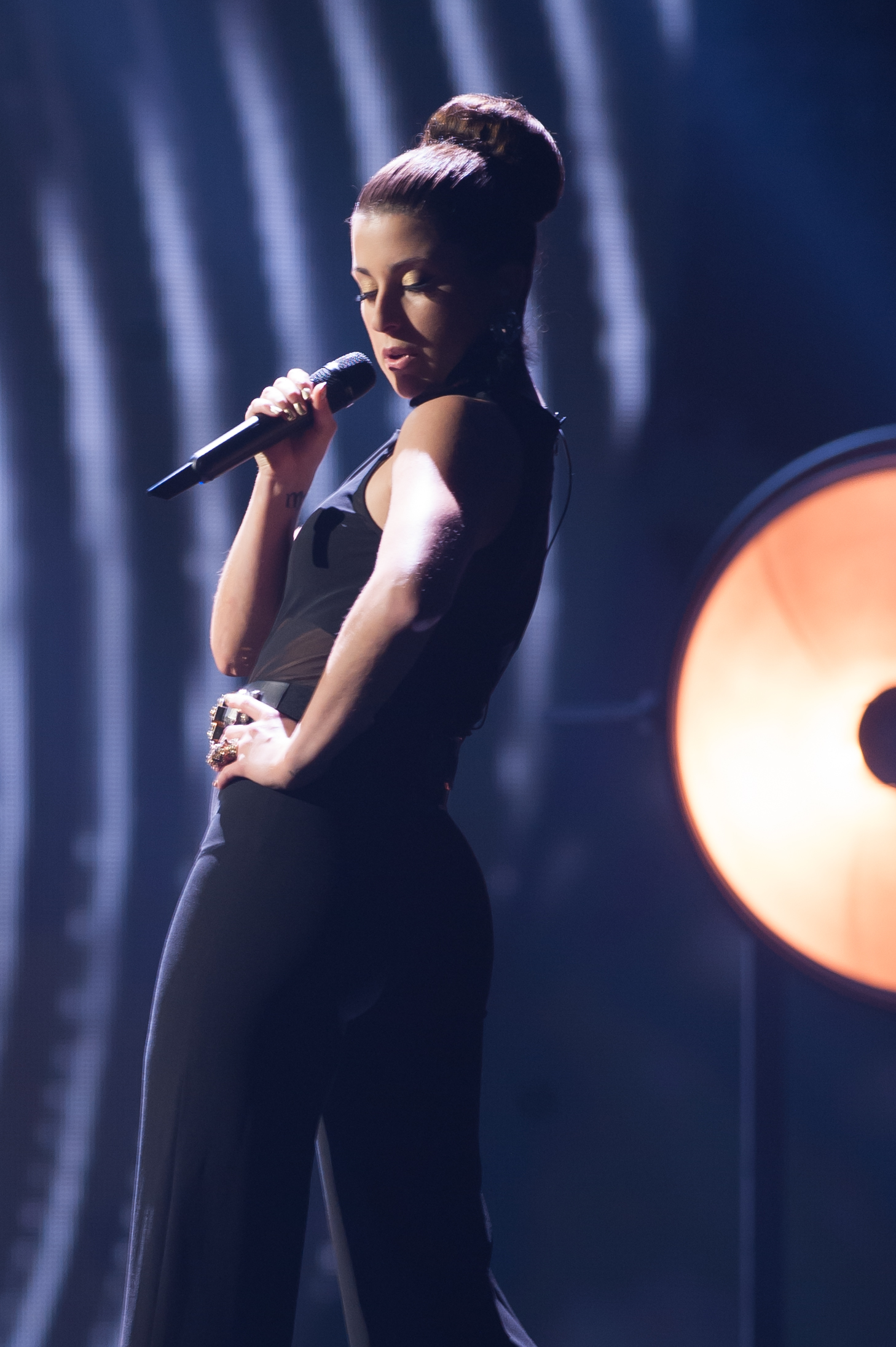
L'Ann en plena actuació al Festival d'Eurovisió 2015.

Ann Sophie Dürmeyer (nascuda l'1 de setembre de 1990) més coneguda com a Ann Sophie, és una cantant alemanya que va representar el seu país al Festival d'Eurovisió de 2015. Va acabar en penúltim lloc. Va néixer al Regne Unit però, encara essent jove, la seva família va tornar a Hamburg.
Amb quatre anys va estudiar ballet. L'any 2010 viatjà a Nova York per estudiar al Lee Strasberg Theatre and Film Institute, mentre iniciava també la seva carrera musical. L'any 2012 llançà el seu primer single, "Get Over Yourself".

## Discografia

### Senzills
| Any  | Títol               | Posició al top vendes | Àlbum          |
| Any  | Títol               | Plantilla:DEUb ALE    | Àlbum          |
| ---- | ------------------- | --------------------- | -------------- |
| 2012 | "Get Over Yourself" | —                     | Nom de l'àlbum |
| 2015 | "Jump the Gun"      | —                     | Nom de l'àlbum |
| 2015 | "Black Smoke"       | 29                    | Nom de l'àlbum |